# Чаїний острів
Чаїний острів — штучний річковий острів у Кременчуцькому водосховищі. Знаходиться неподалік від набережної міста Черкаси, навпроти мікрорайону Митниця.

## Розташування
Острів розташований за 1 км від черкаської набережної, та за 700 м від північної точки урочища Пустир. Вузький та видовжений, має виражену форму букви П із похилими західною та східною гілками, що направлені на північ. Всередині цієї фігури утворилась своєрідна лагуна. Довжина західної гілки 810 м, східної - 980 м, перемички між ними - 1420 м. Ширина в різних місцях коливається від 20 до 150 м. Східна гілка у повноводні роки може частково підтоплюватись.

## Історія
Після створення у 1959 році Кременчуцького водосховища, історична місцевість Митниця, а також переважна більшість річкових островів поблизу Черкас, були затоплені його водами. Пізніше, з початку 1980-х тут почались масштабні намивні роботи з метою побудови нового мікрорайону. Чаїний острів теж був створений шляхом намиву піщаних грунтів на мілководді водосховища за лінією фарватера. Він мав би стати частиною рекреаційної зони перспективного мікрорайону, але економічні проблеми СРСР та його подальший розпад не дали цим планам реалізуватись. З часу появи острів не мав визначеної власної назви, проте з часом серед місцевих мешканців закріпилась назва Чаїний, оскільки він став домівкою для великої кількості чайок (розмовна назва птаха мартина), що населяють береги водосховища, та є одним із своєрідних символів Черкас. Іноді його також називають Мурашиний, через велику кількість мурашок.

## Ландшафт
Ландшафт острова дуже подібний до Пустиря, оскільки вони мають спільне походження. Основу острова складає намитий піщаний масив, що вкритий негустою травою, чагарником і дикорослими вербами та тополями. Частина берегової лінії вкрита очеретом. Господарська діяльність людини відсутня. Острів ненаселений, проте влітку тут часто розбиваються наметові містечка місцевих мешканців і відбувається таборування вихованців черкаської дитячо-юнацької спортивної школи з веслування. Згідно з чинним генпланом міста Черкаси Чаїний острів має стати парковою зоною.